# Nagy Könyv díj
A Nagy Könyv díj (oroszul: премия Большая книга, premija Bolsaja knyiga) Oroszország egyik legrangosabb, 2005-ben alapított irodalmi díja. Alapítója orosz gazdasági társaságok és üzletemberek által létrehozott nonprofit szervezet, a társalapítók között vannak állami intézmények is.
A díjjal a legjobbnak tartott orosz nyelvű prózai szépirodalmi alkotásokat és azok szerzőjét részesítik elismerésben. Az évente meghirdetett díjat orosz nyelvű eredeti művek és eredetileg más nyelven írt művek orosz fordításai kaphatják. Jelölhetők először az előző évben vagy az adott év február végéig megjelent regények, elbeszélések, elbeszélés- és novellagyűjtemények, dokumentum-prózai művek és memoárok. A díj nem publikált műnek is odaítélhető. A szabályzat szerint az első három helyezettet díjazzák.
A díjat nemzeti irodalmi díjnak hívják (Национальная литературная премия), a díj 100 fős zsürijét irodalmi akadémiának (Литературная академия), melynek tagjait – a díj főigazgatójának ajánlásával – a 9 fős kuratórium (Совет попечителей) kéri fel.

## Az alapítók
A díjat 2005-ben alapította a Центр поддержки отечественной словесности (Centr poggyerzski otyecsesztvennoj szlovesznosztyi, magyarul kb.: 'az orosz irodalomat támogató központ') nevű nonprofit szerveződés. A központot megalapító szervezetek és személyek: az Alfa-Bank, a „Renova”-, a „Vi (Video International)”- és a „LitRes”-cégcsoport (elektronikus és hangoskönyvek), a „Csitaj-Gorod” országos könyvesbolt-lánc, a „Medvegy” folyóirat, a „GUM” Kereskedőház, valamint Roman Abramovics és Alekszandr Mamut milliárdos üzletember.
Társalapítók, mások mellett: az Oroszországi Tudományos Akadémia Orosz Irodalom Intézete, a Kulturális Minisztérium, a TASZSZ Hírügynökség, a Gazprom-Media Holding stb.
Az alapító a díjhoz főigazgatót nevez ki. A főigazgató ajánlásokat terjeszt a kuratórium elé a szakértők és az irodalmi akadémia tagságára vonatkozóan és szervezi azok munkáját, valamint vezeti a titkárságot. 

## Az odaítélési eljárás
A jelöléseket az adott év február végéig fogadják el. A benyújtott művekből a 4 fős szakértői tanács április 30-ig összeállít és közzétesz egy „hosszú listát”. Ebből választják ki szakértők a „döntősök listáját” („rövid lista”, 8–15 alkotás), melyet június 15-ig nyilvánosságra hoznak. A „rövid lista” alkotásait a zsüri tagjai pontozzák, majd az összesített pontszámok alapján állapítják meg a győzteseket. Az eredményhirdetés határideje: december 15.
Évente három díjat adnak ki: az első helyezett 3 millió, a második 1,5 millió, a harmadik 1 millió rubel díjazásban részesül. A díjátadás ünnepélyes keretek között történik.
A 15. szezon (2020-ban) – mint más irodalmi díjak esetében is – a pandémia miatt rendkívüli körülmények között zajlott, az eredményhirdetést itt is csak virtuálisan tartották meg.

## Az első helyezett szerzők és alkotások listája
- 2006: Dmitrij Lvovics Bikov – Borisz Paszternak (Борис Пастернак) [életrajz]
- 2007: Ljudmila Ulickaja – Daniel Stein, tolmács (Даниэль Штайн, переводчик) [regény]
- 2008: Vlagyimir Makanyin – Асан [regény]
- 2009: Leonyid Abramovics Juzefovics – Журавли и карлики [regény]
- 2010: Pavel Valerjevics Baszinszkij – Лев Толстой: Бегство из рая
- 2011: Mihail Pavlovics Siskin – Письмовник [regény]
- 2012: Danyiil Alekszandrovics Granyin – Мой лейтенант [regény]
- 2013: Jevgenyij Germanovics Vodolazkin – Лавр [regény]
- 2014: Zahar Prilepin – Обитель [regény]
- 2015: Guzel Jahina – Zulejka kinyitja a szemét (Зулейха открывает глаза) [regény]
- 2016: Leonyid Abramovics Juzefovics – Зимняя дорога [regény]
- 2017: Lev Alekszandrovics Danyilkin – Ленин. Пантократор солнечных пилинок [életrajz]
- 2018: Marija Mihajlovna Sztyepanova – Памяти памяти
- 2019: Oleg Angyersanovics Lekmanov, Mihail Igorevics Szverdlov, Ilja Grigorjevics Szimanovszkij – Венедикт Ерофеев: посторонний (Venyegyikt Jerofejev életrajza)
- 2020: Alekszandr Viktorovics Ilicsevszkij – Чертёж Ньютона [regény]
- 2021: Leonyid Juzefovics – Philhellén («Филэллин») [regény][5]